# Beatriz Canedo Patiño
Beatriz Canedo Patiño (1950 - 13 de abril de 2016, La Paz) fue una diseñadora de moda boliviana, pionera en el uso de tejidos de camélidos.  

## Carrera profesional
Hija de David Canedo y de Aida Patiño, a los 13 años se mudó a California y después se fue a París, donde se formó en diseño de moda, aunque había ido a Europa para estudiar Ciencias Políticas. Canedo Patiño decía: "Cuando llegué a París, esa moda, esa elegancia me hicieron dar un vuelco de 180 grados en mi profesión”.
Posteriormente, fundó en 1987 la Casa de Diseño Royal Alpaca Inc. en Nueva York.  A finales de los años 90 retornó a Bolivia y fundó la casa de diseño BCP Alpaca Designs.
Bautizada como "la reina de la alpaca" en Bolivia, Beatriz Canedo Patiño se dedicó al diseño de ropa usando tejidos de camélidos (alpaca, vicuña y llama) en sus prendas. Es considerada una de las diseñadoras bolivianas más importantes, habiendo vestido a personalidades como Hillary Clinton, la reina Sofía, el papa Juan Pablo II. Sin embargo, su fama se debe, sobre todo, por haber vestido al presidente Evo Morales, consolidando su estilo, denominado a veces "evo look".